# Väster-Kjolsjön
Väster-Kjolsjön är en sjö i Åre kommun i Jämtland och ingår i Indalsälvens huvudavrinningsområde. Sjön har en area på 1,95 kvadratkilometer och ligger 509 meter över havet. Sjön avvattnas av vattendraget Öster-Kjolån.

## Delavrinningsområde
Väster-Kjolsjön ingår i det delavrinningsområde (705958-134746) som SMHI kallar för Utloppet av Väster-Kjolsjön. Medelhöjden är 589 meter över havet och ytan är 8,34 kvadratkilometer. Det finns inga avrinningsområden uppströms utan avrinningsområdet är högsta punkten. Öster-Kjolån som avvattnar avrinningsområdet har biflödesordning 2, vilket innebär att vattnet flödar genom totalt 2 vattendrag innan det når havet efter 343 kilometer. Avrinningsområdet består mestadels av skog (51 procent) och kalfjäll (23 procent). Avrinningsområdet har 1,94 kvadratkilometer vattenytor vilket ger det en sjöprocent på 23,3 procent.